# Maradona, la mano de Dios
Maradona, la mano de Dios é um filme biográfico ítalo-argentino que relata a história do futebolista Diego Armando Maradona. Lançado em 2007, foi dirigido por Marco Risi e protagonizado por Marco Leonardi.

## Elenco
- Marco Leonardi - Diego Armando Maradona
- Julieta Díaz - Claudia Maradona
- Emiliano Kazcka - Jorge Cyterszpiller
- Juan Leyrado - Guillermo Coppola
- Abel Ayala - Diego Armando Maradona (adolescente)
- Eliana González - Claudia Maradona (adolescente)
- Fernando González Sousa - Jorge Cyterszpiller (adolescente)
- Lucas Escariz - Gastón Salazar
- Luis Sabatini - Camillero Punta del Este
- María Gabriela Caruso - Ana Maradona
- Melina López - Dalma Maradona
- Roly Serrano - Diego "Chitoro" Maradona
- Rafael Ferro
- Pablo Razuk
- Norma Argentina
- Alejandro Polledo